# Metoeca
Metoeca és un gènere monotípic d'arnes de la família Crambidae. Conté només una espècie Metoeca foedalis, que té una àmplia distribució, incloent la República Democràtica del Congo, Guinea Equatorial, Sud-àfrica, Xina, Japó, Taiwan, Tailàndia i Austràlia (Queensland).
L'envergadura alar és d'uns 15 mm. Els adults són de color blanc amb punts de color marró fosc i línies i taques de color marró pàl·lid.